# Montagsloch

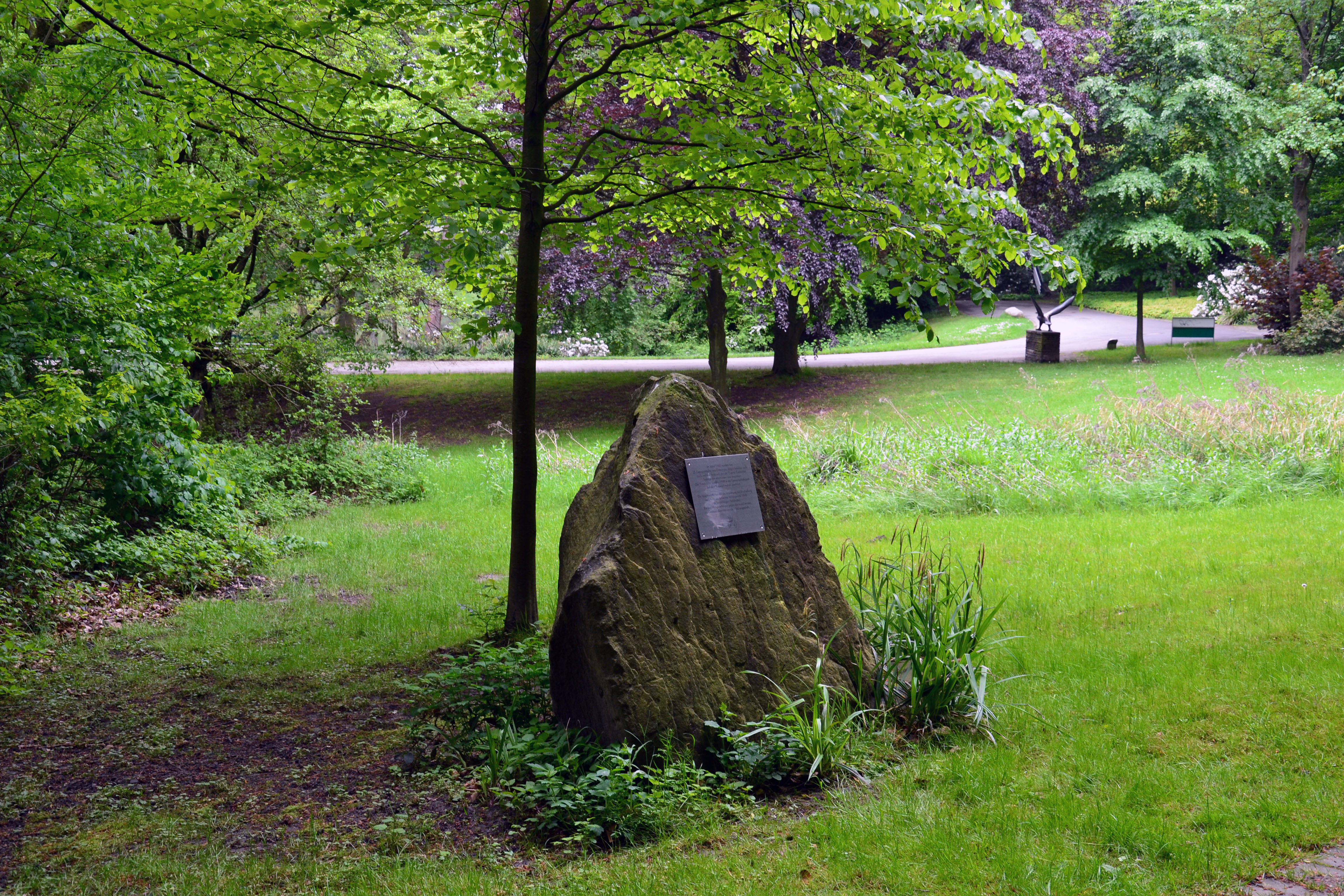
Gedenkstein am Montagsloch im Grugapark

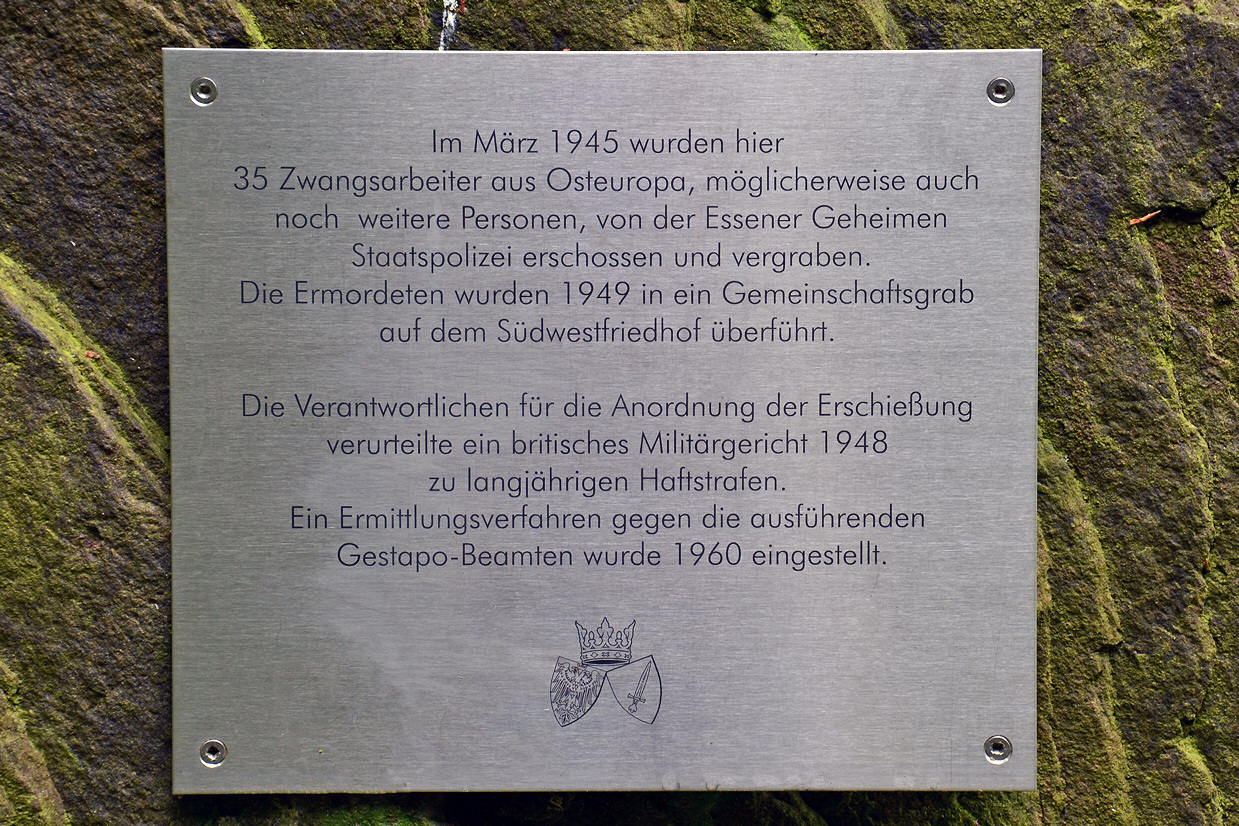
Text der Gedenktafel

Das Montagsloch im Essener Stadtteil Rüttenscheid bezeichnet einerseits ein Tal am einstigen Montagshof im Lührmannwald am Margarethensee, der heute zum Grugapark gehört.
Andererseits geht es an dieser Stelle um den Fundort von zum Ende der NS-Zeit durch die Essener Geheime Staatspolizei (Gestapo) umgebrachten Osteuropäern.

## Geschichte
Der Name Montagsloch rührt vermutlich von dem noch im 19. Jahrhundert an der Stelle des späteren Grugastadions liegenden Montaghof her, der erstmals 1359 erwähnt und 1905 abgebrochen wurde.
Am 12. März 1945 wurden an dieser Stelle, beim heutigen Hirschgehege innerhalb des Grugaparks, 35 an ihrer Kleidung erkennbare russische Zwangsarbeiter und möglicherweise noch weitere Personen von der Essener Gestapo ermordet und vergraben.
Die amerikanischen Besatzer fanden nach Ende des Krieges im April 1945 hier in einem der zahlreichen von Regenwasser gefüllten Bombenkrater 34 stark verweste Leichen. Die Amerikaner ließen Essener Bürger Gräber ausheben, wobei diese die Toten vorher ohne Hilfsmittel aus dem Bombentrichter holen mussten. Etwa 40 Mitglieder der provisorischen Stadtverwaltung wurden am 30. April 1945 per LKW aus einer Sitzung im Deutschlandhaus geholt, um die Toten von Hand beerdigen zu lassen. Zuvor mussten sie vor den Leichen niederknien und beten.
Orthodoxe Grabkreuze wurden aufgestellt, bevor die Toten am 3. November 1949 auf den Ehrenfriedhof des Südwestfriedhofs verlegt wurden. Die genaue Identität dieser getöteten Osteuropäer bleibt bis heute unklar. Sie waren nicht bei Luftangriffen umgekommen, sondern von der Geheimen Staatspolizei (Gestapo) hingerichtet worden.
Im Mai 1945 wurde eine weitere Leiche gefunden, sowie andere Knochenreste 1962 bei Baggerarbeiten während der Neugestaltung des Grugaparks, die aber nicht mehr zugeordnet werden konnten. Bereits 1948 wurden zwar die Verantwortlichen von einem britischen Militärgericht zu langjährigen Haftstrafen verurteilt, jedoch ein Verfahren gegen die Führung der Gestapo 1960 eingestellt.